# Édouard Du Bost
Édouard, baron du Bost, né le 19 décembre 1855 à Bruxelles et y décédé le 14 février 1945 est un homme politique belge du parti catholique.

## Biographie
Édouard Du Bost est docteur en droit (Université catholique de Louvain) et candidat notaire (ULB). Il est notaire de 1888 à 1919.
Il est élu sénateur de l'arrondissement de Bruxelles (1908-1932), en suppléance de Hippolyte d'Ursel. Il est créé baron en 1933.
Sa sœur Marie-Louise-Juliette Du Bost, née en 1857, épouse en 1876 le magistrat et auteur de récits de voyages Jules Leclercq.

## Généalogie
- Il fut fils de Casimir François et Barbe Louise Demanet.
- Il épousa en 1885 Jeanne Marie Eliat-Eliat (1866-1938).
  - Ils eurent six enfants: Alice (1888-1944), Paul Édouard, écuyer (1889-1942), Louise Marie (1891-1974), Madeleine (1892-?), Gabrielle (1894-?), Antoinette' (1900-1921).